# SAO Východní Slavonie, Baranja a Západní Srem

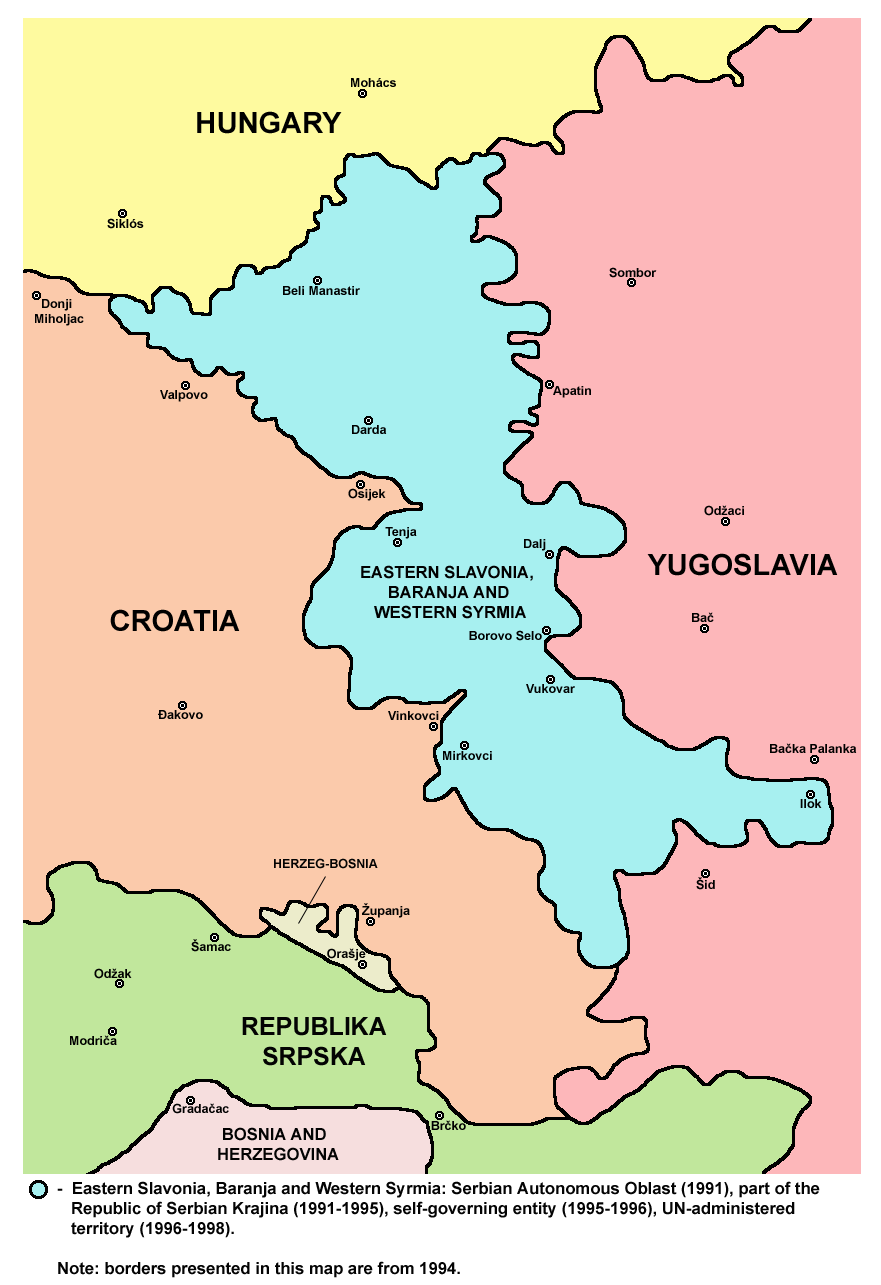
Východní Slavonie, Baranja a Západní Srem

Východní Slavonie, Baranja a Západní Srem (srbochorvatsky Srpska autonomna oblast Istočna Slavonija, Baranja i Zapadni Srem, Српска аутономна област Источна Славонија, Барања и Западни Срем byla samozvaná srbská autonomní oblast (SAO) ve východním Chorvatsku, založená během jugoslávských válek. Byl jedním ze tří SAO vyhlášených na území Chorvatska. Oblast zahrnovala části geografických oblastí Slavonie, Baranji a Sremu podél chorvatského úseku řeky Dunaje regionu Podunavlje.
Tato entita vznikla 25. června 1991 ve stejný den, kdy se Chorvatská socialistická republika rozhodla vystoupit z Jugoslávie po referendu o chorvatské nezávislosti v roce 1991. V první fázi chorvatské války za nezávislost v roce 1992 se oblast připojila k odtržené Republice Srbská Krajina (RSK) jako exkláva a jediná část RSK přímo hraničící se Srbskem. Jako etnicky různorodá oblast bez převládající většiny zažil region vysokou míru mezietnického násilí a čistek s vyhnáním velké většiny etnických Chorvatů a mnoha dalších nesrbských obyvatel. Šlo zároveň o oblast se zvláště výrazným zapojením vnějších aktérů do iniciace a podpory místního povstání ve srovnání s jinými částmi Chorvatska.
Po pádu hlavní západní části RSK v roce 1995 během operace Bouře zůstala tato exkláva jedinou oblastí v Chorvatsku pod kontrolou srbských povstalců. Místní úřady ve východní Slavonii, Baranji a západním Sremu byly přesvědčeny, aby podepsaly Erdutskou dohodu z roku 1995, která umožnila mírovou reintegraci usnadněnou Přechodnou správou OSN pro východní Slavonii, Baranju a západní Srem (UNTAES).